# هوراس هنري باكستر
هوراس هنري باكستر (بالإنجليزية: Horace Henry Baxter)‏ هو ضابط وشخصية أعمال أمريكي، ولد في 8 يناير 1818 في ساكستونس ريفر في الولايات المتحدة، وتوفي في 17 فبراير 1884 في نيويورك في الولايات المتحدة.